# Covelas (Trofa)
Covelas ist eine Gemeinde im Norden Portugals.
Covelas gehört zum Kreis Trofa im Distrikt Porto, besitzt eine Fläche von 14 km² und hat 1.662 Einwohner (Stand: 2001).